# 塔尼娅·波蒂艾宁
塔尼娅·波蒂艾宁（芬蘭語：Tanja Poutiainen，1980年4月6日—），芬兰女子高山滑雪运动员。她曾代表芬兰参加1998年、2002年、2006年、2010年和2014年冬季奥林匹克运动会高山滑雪比赛，获得一枚银牌。